# Bill Haley rock/Non arrossire
Bill Haley rock/Non arrossire è il secondo singolo di Don Backy, pubblicato in Italia nel 1960 come "Agaton e i due pirati".

## Tracce
Lato A
1. Agaton e i due pirati – Bill Haley rock (Kleiner Agaton)

Lato B
1. Agaton e i due pirati – Non arrossire (Kleiner Agaton)